# Gebr. Pfeiffer
Die Firma Gebr. Pfeiffer SE ist ein Unternehmen in Kaiserslautern, das technische Mühlen und Anlagen mit den Aufgaben Mahlen, Sichten, Trocknen, Löschen und Kalzinieren für die Herstellung von Zement, Kalk, Gips, Keramik  sowie Industriemineralien im Bereich Mining produziert. 2012 firmierte das Unternehmen zur Societas Europaea um.
Der Umsatz des pfälzischen Mühlenkonzerns, hängt stark von der Investitionsfähigkeit der belieferten Industrien ab. Vom bisherigen Spitzenjahr 2008/2009 mit 153 Millionen Euro Jahresumsatz sank er im Krisenjahr 2011/2012 auf 109 Millionen Euro.
Das Unternehmen unterhält Tochtergesellschaften in Pembroke Pines (USA), Noida (Indien), Peking (China), São Paulo (Brasilien), Neu-Kairo (Ägypten), Petaling Jaya (Malaysia), Moskau (Russland), Dubai UAE) und Sydney (Australien)
Das Unternehmen exportiert 80 Prozent seines Umsatzes in Länder außerhalb von Europa, insgesamt erreicht die Exportquote 98 Prozent.
2012 lieferte Gebrüder Pfeiffer die weltgrößte Vertikalmühle für Zement für Holcim (Brasil) S.A. Die MVR 6700 C-6 produziert bis zu 450 Tonnen Zement pro Stunde mit einer Produktionsfeinheit von 4.000 – 4.800 Blaine. Die Kraft des Mahlwerks beruht auf 6 Einzelantrieben à 1.920 kW, insgesamt 11.500 kW, eine Größe die vorher nicht zu realisieren war.

## Geschichte
Das Unternehmen wurde 1864 von den Brüdern Karl und Jacob Pfeiffer in Kaiserslautern gegründet. In den ersten Jahrzehnten wurden vorwiegend Dampfmaschinen gefertigt. Um ihre Verbundenheit mit ihrer Heimatstadt Kaiserslautern auszudrücken, nahmen die Firmengründer im Jahre 1871 den Zusatz Barbarossawerke in den Firmennamen auf. In den 1880er Jahren stellt das Unternehmen seine ersten Mahlanlagen her. Diese dienten der Herstellung von Thomasmehl. Außerdem begann das Unternehmen mit der Herstellung von Sichtern – die sich bis heute im Produktionsprogramm befinden.

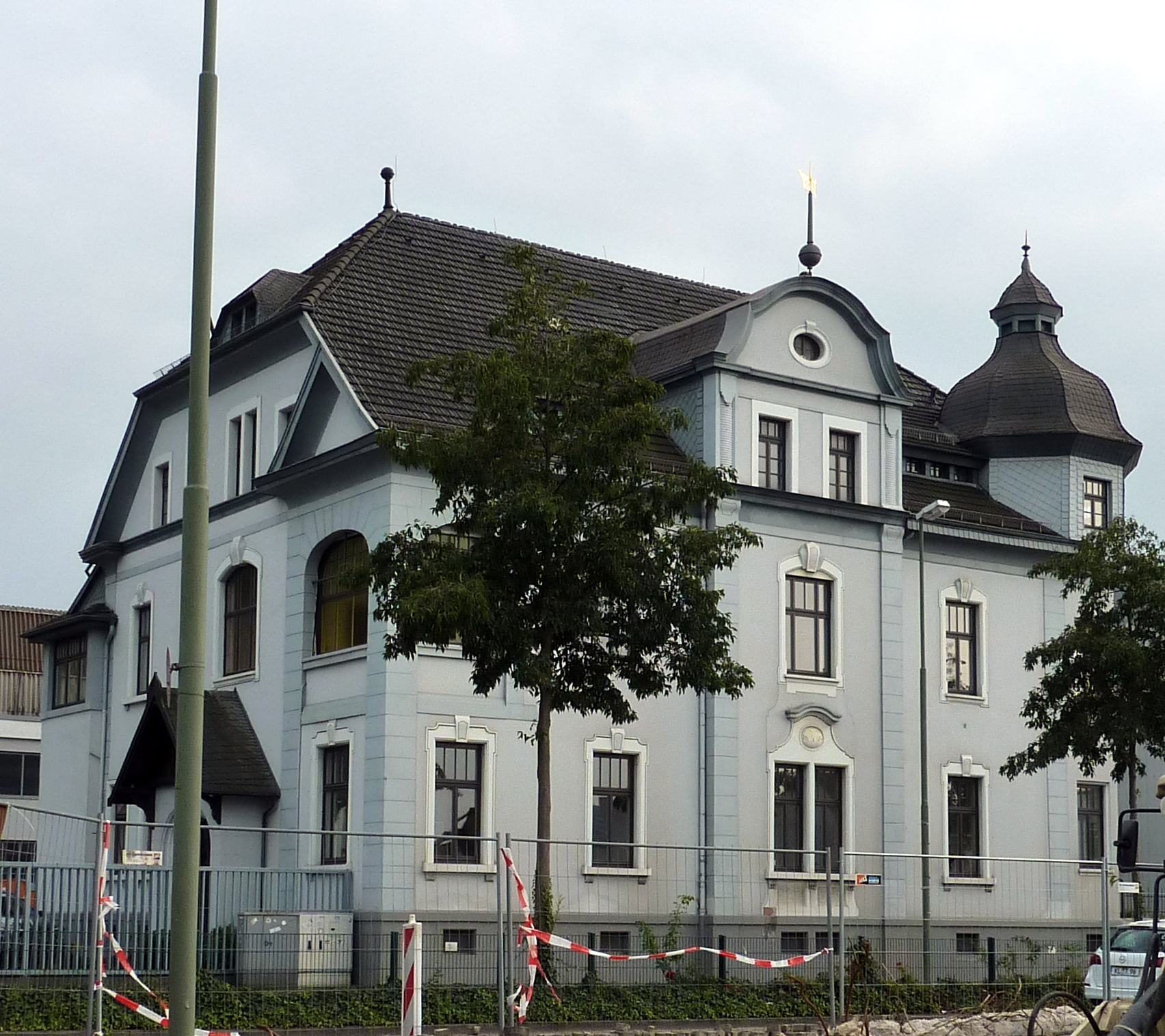
Direktorenvilla (2014)

Um die Jahrhundertwende begann Gebr. Pfeiffer mit der Herstellung von Mühlen zur Hartzerkleinerung. Die Produktion von Dampfmaschinen wurde indes um 1912 aufgegeben.
1909 wird auf dem Firmengelände die Direktorenvilla errichtet. Diese dient noch heute dem Vorstand und Aufsichtsrat als Büroräume und steht unter Denkmalschutz.
1918 übernahm Oskar Pfeiffer, Sohn von Firmengründer Jacob Pfeiffer das Unternehmen. 1921 wurde das Unternehmen in eine Aktiengesellschaft umgewandelt.
1960 wurde die erste MPS-Walzenschlüsselmühle für die Rohmaterialvermahlung in der Zementindustrie hergestellt. In den folgenden Jahren wurden MPS-Mühlen für die Kohlevermahlung, Kalksteinmahlung und Branntkalkherstellung entwickelt und produziert.
Nachdem die Exportquote in den 1970er Jahren bereits auf knapp 80 Prozent anstieg, betrug sie um das Jahr 2000 ca. 95 Prozent.
2006 wurde die erste MVR-Walzenschlüsselmühle verkauft.

## Produktpalette
Zur Produktpalette gehören vor allem folgende Arten Maschinen für die Zement- und Baustoffindustrie:

### Mühlen

#### Walzenschüsselmühlen
Zum Mahlen von Materialien in Verbindung mit einem Sichter:
MVR-Walzenschüsselmühlen für die Bereiche
- Zement
- Hüttensand
- Zementrohmaterial

MPS-Walzenschlüsselmühlen für die Bereiche
- Zement
- Hüttensand
- Zementrohmaterial
- Kohle
- Petrolkoks
- Braunkohle / Lignit
- Kalkstein
- Gips
- Ton
- Branntkalk

#### Kugelmühlen
MRD-/MRE-Kugelmühle zur Mahlung von
- Kalkstein
- Branntkalk

### Sichter
SLV-Sichter für die Bereiche
- Zement
- Kalkstein

SUV-/SUT-Streutellersichter für die Bereiche
- Gips
- Kalkstein

### Trockner
TRT-Triplextrockner für die Bereiche
- Kalkstein
- Ton
- Zement

### Gipskocher
GK-Gipskocher für den Bereich
- Gips

### Kalklöschmaschinen
KLV/KLE-Kalklöschmaschinen für die Herstellung von 
- Calciumhydroxid (gelöschter Kalk) aus Branntkalk